# Año Nuevo vietnamita
Têt Nguyên Đán es la celebración del Año Nuevo vietnamita (en vietnamita: Tết Nguyên Đán) (en chino: 節 元旦) literalmente: "Día del Nuevo Año". Hay otros festivales llamados Têt, como el Tết Trung Thu, la Fiesta del Medio Otoño. El Têt es la celebración más importante del año. Se trata de un festival de colores, una explosión de petardos, los distritos compiten en ingenio para ser los mejores con sus bailes y sus decoraciones. La festividad tiene lugar el día de la primera luna nueva, en la mitad del período que separa el solsticio de invierno del equinoccio de primavera;  entre el 21 de enero y el 20 de febrero. Las festividades duran desde el primer día del año hasta el tercero, pero se pueden extender muy bien durante una semana. El dragón dorado llega para cazar a los últimos espíritus malvados que podrían asaltar el lugar. El Têt generalmente se celebra el mismo día que el Año Nuevo chino, ya que Vietnam y China popular tienen el mismo calendario lunisolar. El periodo de observación de la luna nueva, que marca el comienzo del año, puede variar un día según las respectivas ciudades desde donde se observa el fenómeno. No obstante, muchas de las características de las festividades son idénticas.

### Características principales del Año Nuevo vietnamita[2]
- Preparación previa: Incluye la limpieza y decoración del hogar con flores tradicionales como el melocotonero y el kumquat, y la visita a mercados especiales para comprar decoraciones y alimentos típicos.
- Platos tradicionales: Destacan el bánh chưng y el bánh tét (pasteles de arroz), el thịt kho trứng (carne guisada con huevo) y el xôi gấc (arroz glutinoso rojo), entre otros.
- Rituales familiares: Se honra a los ancestros mediante ofrendas en el altar familiar y la celebración de la ceremonia de Giao Thừa (víspera del año nuevo).
- Tradiciones icónicas:
  - Lì xì: Entrega de sobres rojos con dinero como símbolo de buenos deseos.
  - Xông đất: La importancia de la primera visita al hogar en el nuevo año.
  - Uso del áo dài: El traje tradicional vietnamita, especialmente en colores auspiciosos como rojo y dorado.

### Impacto del fin de año vietnamita en el turismo y consejos para viajeros
Durante el Tết, muchos comercios y servicios cierran, y los precios pueden incrementarse hasta un 50% debido a las regulaciones laborales y la alta demanda. Sin embargo, es una oportunidad única para presenciar tradiciones culturales como los mercados de flores, los bailes de dragones y las ceremonias familiares.